# 美濃和紙あかりアート展
美濃和紙あかりアート展（みのわしあかりアートてん）は、岐阜県美濃市で行われる美濃和紙を使ったあかりのアート作品のコンテスト。美濃市観光協会と美濃和紙あかりアート展実行委員会が主催する。

## 歴史
1994年10月8日に美濃市制40周年記念に併せて第1回が開催された。2002年には第6回ふるさとイベント大賞の総務大臣賞を受賞した。

## 特色
美濃和紙を用いたあかりのアート作品を全国から募集する。毎年10月（体育の日の前の土日）、重要伝統的建造物群保存地区に選定されている美濃市美濃町伝統的建造物群保存地区の「うだつの上がる町並み」に作品を展示し審査する。
一次審査は行われず、応募作品は全て展示される。コンテスト当日に自分の作品を持参し、終了後は自分で持ち帰る方式をとっている。美濃和紙あかりアート館には「美濃和紙あかりアート展」が再現されている。

## 歴代コンテスト結果
| 開催期間           | 回     | 出展数 | 来場者数   | 備考                                                               |
| ------------------ | ------ | ------ | ---------- | ------------------------------------------------------------------ |
| 1994年10月8日      | 第1回  | 82点   | 4,000人    | 美濃市制40周年記念に併せて開催された。                             |
| 1995年9月30日      | 第2回  | 155点  | 7,000人    | 継続事業となる。                                                   |
| 1996年9月21～23日  | 第3回  | 211点  | 22,000人   | 初の複数日開催。台風により体育館と町並み展示を併用した。           |
| 1997年10月18～19日 | 第4回  | 298点  | 25,000人   | 出展作品のオークションを開催。                                     |
| 1998年10月17～18日 | 第5回  | 277点  | 10,000人   | 台風により体育館を会場とする。                                     |
| 1999年10月16～17日 | 第6回  | 310点  | 25,000人   | 台風により体育館を会場とする。                                     |
| 2000年10月7～8日   | 第7回  | 429点  | 25,000人   | 天候不順により2日目は体育館を会場とする。                          |
| 2001年10月6～7日   | 第8回  | 456点  | 40,000人   |                                                                    |
| 2002年10月12～13日 | 第9回  | 641点  | 75,000人   |                                                                    |
| 2003年10月11～12日 | 第10回 | 650点  | 90,000人   | 天候不順により2日目は体育館を会場とする。                          |
| 2004年10月10日     | 第11回 | 511点  | 50,000人   |                                                                    |
| 2005年10月8～9日   | 第12回 | 499点  | 56,500人   |                                                                    |
| 2006年10月7～8日   | 第13回 | 390点  | 100,000人  |                                                                    |
| 2007年10月6～7日   | 第14回 | 480点  | 135,000人  |                                                                    |
| 2008年10月11～12日 | 第15回 | 510点  |            | 第1回ティファニー財団賞受賞・伝統文化大賞受賞                      |
| 2009年10月17～18日 | 第16回 | 475点  | 100,000人  |                                                                    |
| 2010年10月9～10日  | 第17回 | 491点  | 68,000人。 | 初日雨天により会場は体育館となる２日目は晴天になり通常町並み展示。 |
| 2011年10月8～9日   | 第18回 | 477点  | 108,000人  |                                                                    |
| 2012年10月20～21日 | 第19回 | 459点  | 107,000人  | ぎふ清流国体・清流大会開催の為、例年より2週間遅れての開催。        |
| 2013年10月12～13日 | 第20回 |        |            |                                                                    |

### 美濃和紙あかりアート大賞
※作品名（作者）出身
- 第1回：想（木戸口幸人）岐阜県
- 第2回：ホオズキ（石原孝子）岐阜県
- 第3回：光の渦（櫻田聖二）静岡県
- 第4回：Seed（河本真由子）京都府
- 第5回：ふるさとのあかり（渡辺末明）岐阜県
- 第6回：グラデーション（仲野真）岐阜県
- 第7回：輪廻（藤江孝充）大阪府
- 第8回：ゆらめきin The Air（矢是秀朗）兵庫県
- 第9回：抱月（HOUZUKI）（鎌田泰二）栃木県
- 第10回：木漏陽（amano lab.）東京都
- 第11回：光の積層（柴崎幸次）愛知県
- 第12回：細美（内藤陽介）神奈川県
- 第13回：white breath（大滝國義）岐阜県
- 第14回：天使の集い（澤村加代）岐阜県
- 第15回：obob （澤村温也）岐阜県
- 第16回：空 （７５８でまえアーティスツ）愛知県
- 第17回：てんこもり （幅　英香）岐阜県
- 第18回：TEMPtatuon （野口健司）兵庫県
- 第19回：連連つらら （藪 晶子）奈良県

- 美濃和紙あかりアート展公式サイトを参照。

## コンテスト概要
開催場所
- 美濃市一番町通り、二番町通り。

（泉町、本住町、加治屋町、常盤町、相生町、俵町、魚屋町）
応募資格
- プロ、アマ、年齢、国籍不問。
- 個人、グループの共同作品いずれも可能。
- 応募点数の制限無し。
- 応募料：一般部門は1作品につき1,000円、小中学生は無料。

## 部門
一般部門
- 美濃和紙あかりアート大賞（1点）
- 美濃和紙あかりアート賞（2点）
- ライトアップ賞（審査員特別賞）（数点）
- 入選（30点程度）

小中学生部門
- 小中学生部門大賞（1点）
- 小中学生部門賞（5点）
- 入選（20点程度）